# Jakob Milich

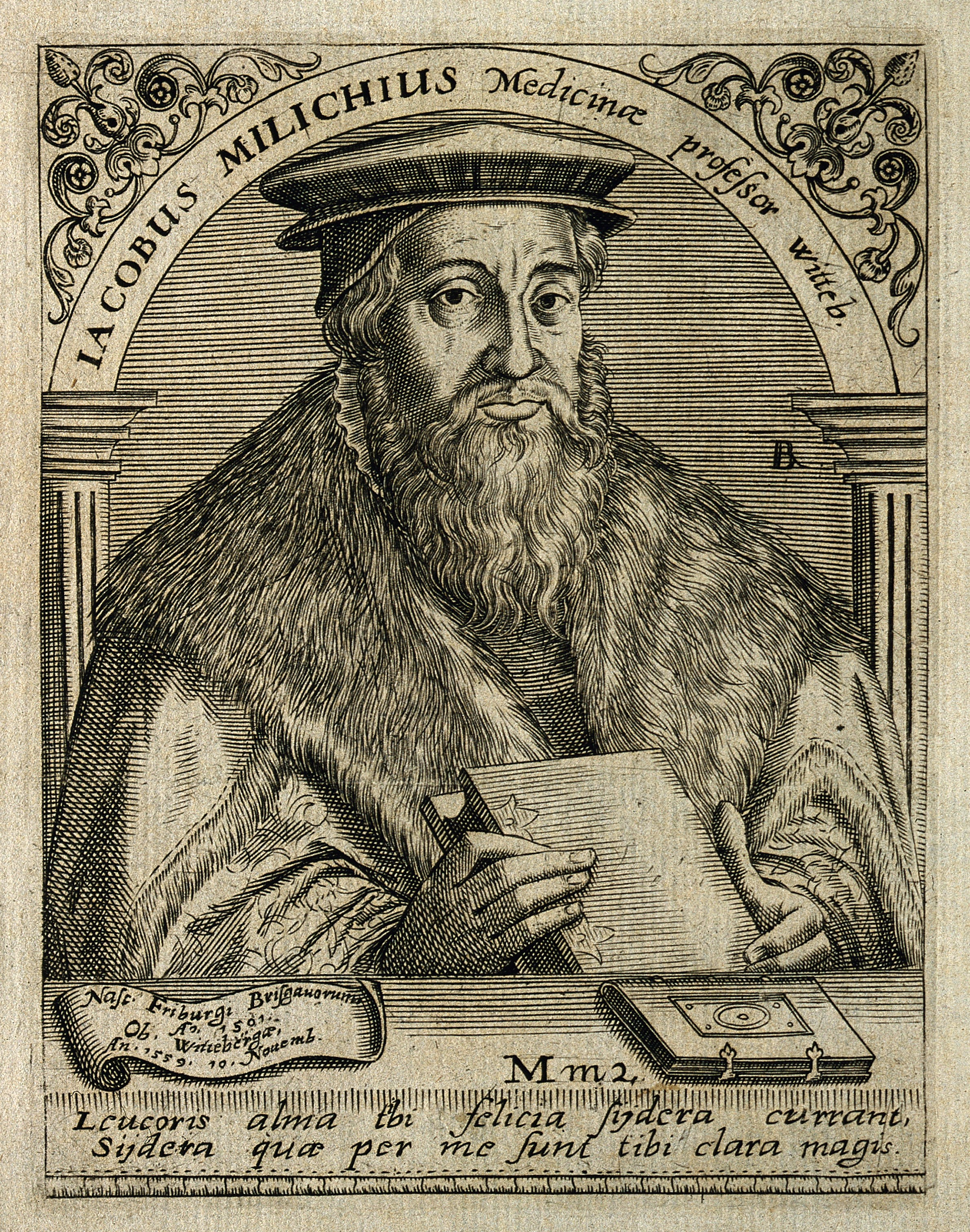

Jakob Milich, auch Mühlich, Gelehrtenname Milichius (* 21. oder 24. Januar 1501 in Freiburg im Breisgau; † 10. November 1559 in Wittenberg) war ein deutscher Mathematiker und Mediziner.

## Leben
Als Sohn eines angesehenen Vaters genoss er in seiner Jugend eine umfassende Erziehung, so dass er sich 1513 an der Universität seiner Heimatstadt immatrikulieren konnte. Hier erwarb er bereits im Wintersemester des folgenden Jahres den akademischen Grad eines Baccalaureus und im Wintersemester 1520 den Grad eines Magisters der Freien Künste. Seine Lehrer hier waren unter anderen die Humanisten Erasmus von Rotterdam und Ulrich Zasius gewesen, denen er auch freundschaftlich verbunden war.
Im Anschluss daran widmete er sich einem medizinischen Studium, wechselte dazu an die Universität Wien und ging dann, angezogen von Philipp Melanchthon, 1524 an die Universität Wittenberg. Hier wurde er dessen Tischgenosse und erlangte 1525 die Professur der pädagogischen Plinius-Vorlesungen zur lateinischen Grammatik, übernahm 1527 gleichzeitig die Professur zur Kosmologie. Nachdem er seine lateinische Professur niedergelegt hatte, übernahm er den Lehrstuhl für niedere Mathematik neben
Johannes Volmar, der Höhere Mathematik lehrte.
Nachdem Caspar Lindemann gestorben war, promovierte er am 16. November 1536 zum Lizentiaten und Doktor der Medizin. Daraufhin wird er am 27. November 1536 in medizinischen Fakultät aufgenommen und Professor für Anatomie. Bald wurde deutlich, dass sich Milich an der theologischen Grundrichtung der Zeit orientierte, damit also die Heilkunde unmittelbar auf Gott als Spender alles Guten zurückführte. Dabei hob er den Nutzen hervor, den vor allem Theologen aus der Naturbetrachtung ziehen können.
Aus der Erfahrung seiner in Wittenberg geführten Praxis entwickelte er Bedingungen, den menschlichen Körper gesund zu halten. Vor allem er war es, der in der Ausbildung der Mediziner die arabischen und lateinischen Quellen ablehnte und stattdessen die griechische Medizin verfügbar machte. Er hielt auch Vorlesungen über Geschichte und Jura. 1544 stieg er in die zweite medizinische Professur auf und war 1548 der erste medizinische Professor geworden. Nachdem er im Sommersemester 1528, im Sommersemester 1535, sowie im Wintersemester 1535/36 Dekan der philosophischen und im Wintersemester 1538/39, im Sommersemester 1539, im Sommersemester 1540, im Sommersemester 1543, im Wintersemester 1548/49, im Wintersemester 1549/50, im Sommersemester 1557, Sommersemester 1559 Dekan der medizinischen Fakultät gewesen war, wurde er im Sommersemester 1536, im Wintersemester 1541/42, im Sommersemester 1549, sowie im Sommersemester 1556 Rektor der Hochschule.
Seit 1529 war er mit Susanna Mo(o)schwitz († 23. Juni 1566 in Wittenberg), einer Schwägerin von Augustin Schurff verheiratet.
Der Mondkrater Milichius ist nach ihm benannt.

## Werke
- Pronosticon Astrologicum ... auf das Jahr 1571. (Digitalisat)
- Orationes de vita Hippocratis, Galeni Avicennae
- Oratio De Consideranda Sympathia Et Antipathia in rerum natura. Kreutzer, Wittenberg 1550. (Digitalisat)
- Oratio de arte medica. Wittenberg 1555. (Digitalisat)
- de studio doctrinae anatomicae. Kreutzer, Wittenberg 1550. (Digitalisat)
- Oratio de cordis partibus et motibus. Seitz, Wittenberg 1551. (Digitalisat)
- Commentarii in secundum librum Plinii de hist. Mundi. Hagenau 1534, Leipzig 1537. (Digitalisat)
- Quaestio: an recte dictum a Xenophone: bibendum esse ita, ut litiens desinas
- Oratio de pulmone, et de discrimine arteriae tracheae et oesophagi. Rhau, Wittenberg 1557.